# Associazione Calcio Femminile Milan 2010-2011
Questa voce raccoglie le informazioni riguardanti la Associazione Calcio Femminile Milan nelle competizioni ufficiali della stagione 2010-2011.

## Organigramma societario
Come da sito societario
Area amministrativa
- Presidente: Francesco Crudo
- Presidente vicario: Antonia Di Cesare
- Vice presidente: Giorgio Viltadi
- Direttore Generale: Giovanni Zambetta
- Segretario: Antonia Di Cesare
- Consiglieri: Maria Molinari, Livia Crudo, Giovanni Massaro

Area tecnica
- Allenatrice: Anna Maria Mega
- Allenatore in seconda:
- Allenatore portieri: Gianni Baviera
- Allenatore portieri: Rossana Cassani

- Mister Primavera: Giovanni Zambetta
- Responsabile Settore Giovanile: Mister Mauro Molina

## Rosa
Rosa aggiornata alla fine della stagione.
| N. |                    | Ruolo | Calciatrice         |
| -- | ------------------ | ----- | ------------------- |
|    | Nigeria (bandiera) | A     | Saidat Adegoke      |
|    | Italia (bandiera)  | C     | Silvia Baldi        |
|    | Italia (bandiera)  | C     | Monica Balducci     |
|    | Italia (bandiera)  | C     | Veronica Brutti     |
|    | Italia (bandiera)  | A     | Alice Lidia Cama    |
|    | Italia (bandiera)  | A     | Sonia Cammarata     |
|    | Italia (bandiera)  | A     | Federica Cappella   |
|    | Italia (bandiera)  | P     | Clarissa D'Ambrosio |
|    | Italia (bandiera)  | C     | Chiara Dedè         |
|    | Italia (bandiera)  | D     | Carlotta Di Giulio  |
|    | Italia (bandiera)  | P     | Cecilia Di Giulio   |
|    | Italia (bandiera)  | C     | Rosaria Farina      |

| N. |                    | Ruolo | Calciatrice                          |
| -- | ------------------ | ----- | ------------------------------------ |
|    | Italia (bandiera)  | P     | Giada Ferraro                        |
|    | Italia (bandiera)  | C     | Mara Ferretti                        |
|    | Italia (bandiera)  | D     | Ilaria Franchin                      |
|    | Italia (bandiera)  | C     | Federica Laddaga                     |
|    | Italia (bandiera)  | C     | Jessica Mantuano                     |
|    | Italia (bandiera)  | D     | Monica Maria Morelli                 |
|    | Italia (bandiera)  | D     | Giulia Pagano                        |
|    | Italia (bandiera)  | C     | Laura Pasinetti                      |
|    | Italia (bandiera)  | C     | Simona Recagno                       |
|    | Italia (bandiera)  | C     | Ilenia Sancassani                    |
|    | Camerun (bandiera) | D     | Charlène Rivarole Tchetchoua Nouossa |
|    | Italia (bandiera)  | D     | Francesca Vitale                     |

## Risultati

### Serie A2 - Girone A

#### Girone di andata
| Monza 17 ottobre 2010, ore 15:00 CEST 3ª giornata | Fiammamonza | 0 – 2 referto   | ACF Milan | Stadio Gino Alfonso Sada |
| \| \| \| \| \| \| Marcatori \| 1’, 33’ Adegoke \| |             |                 |           |                          |
|                                                   |             |                 |           |                          |
|                                                   | Marcatori   | 1’, 33’ Adegoke |           |                          |

| Monza 14 novembre 2010, ore --:-- CET 6ª giornata              | ACF Milan | 3 – 0 referto | Juventus Torino | Stadio Gino Alfonso Sada |
| \| \| \| \| \| Dedè 2’ Adegoke 25’ Cama 70’ \| Marcatori \| \| |           |               |                 |                          |
|                                                                |           |               |                 |                          |
| Dedè 2’ Adegoke 25’ Cama 70’                                   | Marcatori |               |                 |                          |

| 30 gennaio 2011, ore --:-- CET 11ª giornata           | ACF Milan | 2 – 0 referto | Como 2000 |  |
| \| \| \| \| \| Dedè 10’ Brutti 21’ \| Marcatori \| \| |           |               |           |  |
|                                                       |           |               |           |  |
| Dedè 10’ Brutti 21’                                   | Marcatori |               |           |  |

#### Girone di ritorno
| San Donato Milanese 13 febbraio 2011, ore 14:30 CEST 12ª giornata | ACF Milan       | 0 – 0 referto | Cuneo San Rocco | Campo sportivo Snam\| Arbitro: \| Verga (Bergamo) \| |
| Arbitro:                                                          | Verga (Bergamo) |               |                 |                                                      |

| Arbitro: | Pezzi (Lodi) |

|                                  |           |  |
| Cama 26’ Brutti 33’ Franchin 70’ | Marcatori |  |

| San Donato Milanese 8 maggio 2011, ore --:-- CEST 21ª giornata | ACF Milan | 3 – 0 referto | Olbia |  |

| Arbitro: | Marrazzo (Lecco) |

|  |           |          |
|  | Marcatori | 83’ Dedè |

#### Spareggio promozione
| 22 maggio 2011, ore --:-- CEST                    | Como 2000 | 0 – 1 referto   | ACF Milan |  |
| \| \| \| \| \| \| Marcatori \| 90+1’ Pasinetti \| |           |                 |           |  |
|                                                   |           |                 |           |  |
|                                                   | Marcatori | 90+1’ Pasinetti |           |  |

### Coppa Italia
| 5 settembre 2010, ore --:-- CEST Primo turno - Andata | Juventus Torino | 0 – 4 | ACF Milan |  |

| 12 settembre 2010, ore --:-- CEST Primo turno - Ritorno | ACF Milan | 3 – 0 referto | Juventus Torino |  |

| 19 settembre 2010, ore --:-- CEST Secondo turno                                       | Alessandria | 0 – 5 referto                                       | ACF Milan |  |
| \| \| \| \| \| \| Marcatori \| ?’ Adegoke ?’ Pagano ?’ Laddaga ?’ Cama ?’ Franchin \| |             |                                                     |           |  |
|                                                                                       |             |                                                     |           |  |
|                                                                                       | Marcatori   | ?’ Adegoke ?’ Pagano ?’ Laddaga ?’ Cama ?’ Franchin |           |  |

| San Donato Milanese 13 ottobre 2010, ore 15:00 CEST Terzo turno                                                 | ACF Milan | 2 – 5 referto                                             | Brescia | Centro sportivo SNAM |
| \| \| \| \| \| Cama 9’ Adegoke 18’ \| Marcatori \| 10’ Sabatino 14’ Boni 68’ Loseto 78’ D'Adda 90’ Paganotti \| |           |                                                           |         |                      |
| |           |                                                           |         |                      |
| Cama 9’ Adegoke 18’                                                                                             | Marcatori | 10’ Sabatino 14’ Boni 68’ Loseto 78’ D'Adda 90’ Paganotti |         |                      |

## Statistiche

### Statistiche di squadra
| Competizione | Punti | In casa | In casa | In casa | In casa | In casa | In casa | In trasferta | In trasferta | In trasferta | In trasferta | In trasferta | In trasferta | Totale | Totale | Totale | Totale | Totale | Totale | DR  |
| Competizione | Punti | G       | V       | N       | P       | Gf      | Gs      | G            | V            | N            | P            | Gf           | Gs           | G      | V      | N      | P      | Gf     | Gs     | DR  |
| ------------ | ----- | ------- | ------- | ------- | ------- | ------- | ------- | ------------ | ------------ | ------------ | ------------ | ------------ | ------------ | ------ | ------ | ------ | ------ | ------ | ------ | --- |
| Serie A2     | 52    | 11      | .       | .       | .       | .       | .       | 11           | .            | .            | .            | .            | .            | 22     | 17     | 1      | 4      | 57     | 16     | +41 |
| Coppa Italia | -     | 2       | 1       | 0       | 1       | 5       | 5       | 2            | 2            | 0            | 0            | 9            | 0            | 4      | 3      | 0      | 1      | 14     | 5      | +9  |
| Totale       | -     | 13      | .       | .       | .       | .       | .       | 13           | .            | .            | .            | .            | .            | 26     | 20     | 1      | 5      | 71     | 21     | +50 |

### Andamento in campionato
| Giornata  | 1 | 2 | 3 | 4 | 5 | 6 | 7 | 8 | 9 | 10 | 11 | 12 | 13 | 14 | 15 | 16 | 17 | 18 | 19 | 20 | 21 | 22 |
| --------- | - | - | - | - | - | - | - | - | - | -- | -- | -- | -- | -- | -- | -- | -- | -- | -- | -- | -- | -- |
| Luogo     | T | C | T | C | T | C | T | C | T | T  | C  | C  | T  | C  | T  | C  | T  | C  | T  | C  | C  | T  |
| Risultato | V | P | V | V | V | V | P | V | V | V  | V  | N  | V  | V  | P  | V  | P  | V  | V  | V  | V  | V  |
| Posizione |   |   |   |   |   |   |   |   |   |    |    |    |    |    |    |    |    |    |    |    |    | 1  |

Legenda:

Luogo: C = Casa; T = Trasferta. Risultato: V = Vittoria; N = Pareggio; P = Sconfitta.